# The New Crystal Silence
The New Crystal Silence från 2008 är ett livealbum med Chick Corea på piano och Gary Burton på vibrafon.

## Låtlista
Låtarna är skrivna av Chick Corea om inget annat anges.

### Cd 1
1. Duende – 10:54
2. Love Castle – 12:42
3. Brasilia – 9:39
4. Crystal Silence – 14:10
5. La Fiesta – 13:36

### Cd 2
1. Bud Powell – 7:56
2. Waltz for Debby (Bill Evans/Gene Lees) – 8:03
3. Alegria – 5:49
4. No Mystery – 9:12
5. Señor Mouse – 9:10
6. Sweet and Lovely (Harry Tobias/Gus Arnheim/Jules Lemare) – 6:57
7. I Loves You Porgy (George Gershwin/Ira Gershwin/DuBose Heyward) – 4:09
8. La Fiesta – 10:42

## Medverkande
- Chick Corea – piano
- Gary Burton – vibrafon
- Sydney Symphony Orchestra (cd 1)